# (22573) Johnzhou
(22573) Johnzhou (1998 HY43) – planetoida z pasa głównego asteroid okrążająca Słońce w ciągu 3,37 lat w średniej odległości 2,25 j.a. Odkryta 20 kwietnia 1998 roku.